# British Home Championship 1946/47
De British Home Championship van 1946/47 was de 52e editie van de British Home Championship. Het toernooi werd gehouden van 28 september 1946 tot en met 12 april 1947. Engeland werd kampioen.

## Eindstand
| Team          | Gsp | W | G | V | DV | DT | DS | Ptn |
| ------------- | --- | - | - | - | -- | -- | -- | --- |
| Engeland      | 3   | 2 | 1 | 0 | 11 | 3  | +8 | 5   |
| Noord-Ierland | 3   | 1 | 1 | 1 | 4  | 8  | –4 | 3   |
| Wales         | 3   | 1 | 0 | 2 | 4  | 6  | –2 | 2   |
| Schotland     | 3   | 0 | 2 | 1 | 2  | 4  | –2 | 2   |

## Wedstrijden
|                                                        |                          |       |                                                                                             |                                                                              |
| 28 september 1946 «onderlinge duels» 15:00 uur (UTC+1) | Noord-Ierland            | 2 – 7 | Engeland                                                                                    | Windsor Park, Belfast Toeschouwers: 57.111 Scheidsrechter: Willie Webb (SCO) |
| 28 september 1946 «onderlinge duels» 15:00 uur (UTC+1) | Norman Lockhart 70', 88' |       | 1' Raich Carter 7', 28', 61' Wilf Mannion 58' Tom Finney 80' Tommy Lawton 83' Bobby Langton | Windsor Park, Belfast Toeschouwers: 57.111 Scheidsrechter: Willie Webb (SCO) |

|                                                    |                                                         |       |                           |                                                                                  |
| 19 oktober 1946 «onderlinge duels» 15:15 uur (UTC) | Wales                                                   | 3 – 1 | Schotland                 | Racecourse Ground, Wrexham Toeschouwers: 29.568 Scheidsrechter: Bill Evans (ENG) |
| 19 oktober 1946 «onderlinge duels» 15:15 uur (UTC) | Bryn Jones 52' Trevor Ford 79' Jimmy Stephen 88' (e.d.) |       | 49' (pen.) Willie Waddell | Racecourse Ground, Wrexham Toeschouwers: 29.568 Scheidsrechter: Bill Evans (ENG) |

|                                                     |                                       |       |       |                                                                               |
| 13 november 1946 «onderlinge duels» 14:30 uur (UTC) | Engeland                              | 3 – 0 | Wales | Maine Road, Manchester Toeschouwers: 59.121 Scheidsrechter: Willie Webb (SCO) |
| 13 november 1946 «onderlinge duels» 14:30 uur (UTC) | Wilf Mannion 8', 16' Tommy Lawton 39' |       |       | Maine Road, Manchester Toeschouwers: 59.121 Scheidsrechter: Willie Webb (SCO) |

|                                                     |           |       |               |                                                                                |
| 27 november 1946 «onderlinge duels» 14:30 uur (UTC) | Schotland | 0 – 0 | Noord-Ierland | Hampden Park, Glasgow Toeschouwers: 98.776 Scheidsrechter: George Reader (ENG) |
| 27 november 1946 «onderlinge duels» 14:30 uur (UTC) |           |       |               | Hampden Park, Glasgow Toeschouwers: 98.776 Scheidsrechter: George Reader (ENG) |

|                                                    |                  |       |                  |                                                                                      |
| 12 april 1947 «onderlinge duels» 15:00 uur (UTC+1) | Engeland         | 1 – 1 | Schotland        | Wembley Stadium, Londen Toeschouwers: 98.200 Scheidsrechter: Charles Delasalle (FRA) |
| 12 april 1947 «onderlinge duels» 15:00 uur (UTC+1) | Raich Carter 55' |       | 15' Andy McLaren | Wembley Stadium, Londen Toeschouwers: 98.200 Scheidsrechter: Charles Delasalle (FRA) |

|                                                    |                                                    |       |                        |                                                                                |
| 16 april 1947 «onderlinge duels» 18:30 uur (UTC+2) | Noord-Ierland                                      | 2 – 1 | Wales                  | Windsor Park, Belfast Toeschouwers: 43.000 Scheidsrechter: George Reader (ENG) |
| 16 april 1947 «onderlinge duels» 18:30 uur (UTC+2) | Alex Stevenson 36' Peter Dermot Doherty 37' (pen.) |       | 27' (pen.) Trevor Ford | Windsor Park, Belfast Toeschouwers: 43.000 Scheidsrechter: George Reader (ENG) |